# Precarietat laboral
La precarietat laboral és aquella feina no convencional que està mal pagada, és insegura, no té protecció i no pot sostenir una llar. En les últimes dècades hi ha hagut un fort augment del treball precari, a causa de factors com ara: la globalització, el canvi de la indústria manufacturera al sector serveis, i la difusió de tecnologies de la informació i la comunicació. Aquests canvis han creat una economia nova que demana flexibilitat en el lloc de treball i, com a resultat, ha provocat la decadència de la relació laboral estàndard i un augment en treball precari. Un aspecte important del treball precari és que les dones estan contínuament sobre-representades en aquest tipus de treball.
El treball precari s'associa freqüentment amb els següents tipus d'ocupació: "Treball a mitja jornada, treball independent, treball temporal, de torn de treball, els treballadors a domicili i teletreball." Totes aquestes formes d'ocupació estan relacionades en el fet que s'aparten de la relació de treball estàndard (a temps complet, el treball continu amb un empresari). Cada forma de treball precari, podrà oferir els seus propis reptes, però tots comparteixen els mateixos inconvenients: els baixos salaris, pocs beneficis, la manca de representació col·lectiva, i poca o cap seguretat laboral.
Hi ha quatre graus per determinar si un treball és precari:
1. el grau de certesa de la continuïtat de l'ocupació
2. control sobre el procés de treball, que està vinculat a la presència o absència dels sindicats i els col·legis professionals i es relaciona amb el control de les condicions de treball, els salaris i el ritme de treball
3. el grau de protecció legal
4. el nivell d'ingressos.